# Brodeuses
Brodeuses je francouzský hraný film z roku 2004, který režírovala Éléonore Faucher podle vlastního scénáře. Snímek měl světovou premiéru na filmovém festivalu v Cannes dne 14. května 2004.

## Děj
Claire se dozví, že je těhotná. Rozhodne se své těhotenství před svým okolím skrývat a porodit anonymně. Pracuje jako pokladní v supermarketu, s rodinou se nestýká, má vášeň pro vyšívání a ráda by představila svá díla skvělým návrhářům. Vyrovnat se s těhotenstvím a uskutečnit svůj sen jí umožní setkání s paní Mélikianovou, ženou, která právě přišla o syna, a která pracuje jako vyšívačka.

## Obsazení
| Lola Naymark         | Claire Moutiers  |
| Ariane Ascarideová   | paní Mélikian    |
| Marie Félix          | Lucile           |
| Thomas Laroppe       | Guillaume        |
| Arthur Quehen        | Thomas           |
| Jackie Berroyer      | pan Lescuyer     |
| Anne Canovas         | paní Lescuyer    |
| Marina Tomé          | gynekoložka      |
| Élisabeth Commelin   | paní Moutiers    |
| Christophe Hatey     | řezník           |
| François Noël        | cyklista         |
| Yasmine Modestine    | zdravotní sestra |
| Annie-Claude Sauton  | pekař            |
| Ludivine Morissonaud | Clotilde         |

## Ocenění
- Filmový festival v Cannes: Velká cena Týdne kritiků (Éléonore Faucher) a cena SACD za scénář (Éléonore Faucher a Gaëlle Macé)
- Festival Deauville: Cena Michel-d'Ornano za nejlepší francouzský scénář (Éléonore Faucher a Gaëlle Macé)
- Festival Wrocław: Cena za nejlepší zahraniční film
- Cena Michel-Simon pro Lolu Naymark
- Cena Unie francouzských kritiků: nejlepší filmový debut (Éléonore Faucher)
- Zlatá hvězda francouzského filmu: nejlepší filmový debut
- Lumières: nejlepší začínající herečka (Lola Naymark)
- Women Film Critics Circle: nejlepší zahraniční film natočený ženou nebo o ženě
- Evropské filmové ceny: nominace na objev roku (Éléonore Faucher)
- César: nominace v kategoriích nejlepší filmový debut (Éléonore Faucher), nejslibnější herečka (Lola Naymark) a nejlepší herečka ve vedlejší roli (Ariane Ascaride)